# Finncomm Airlines

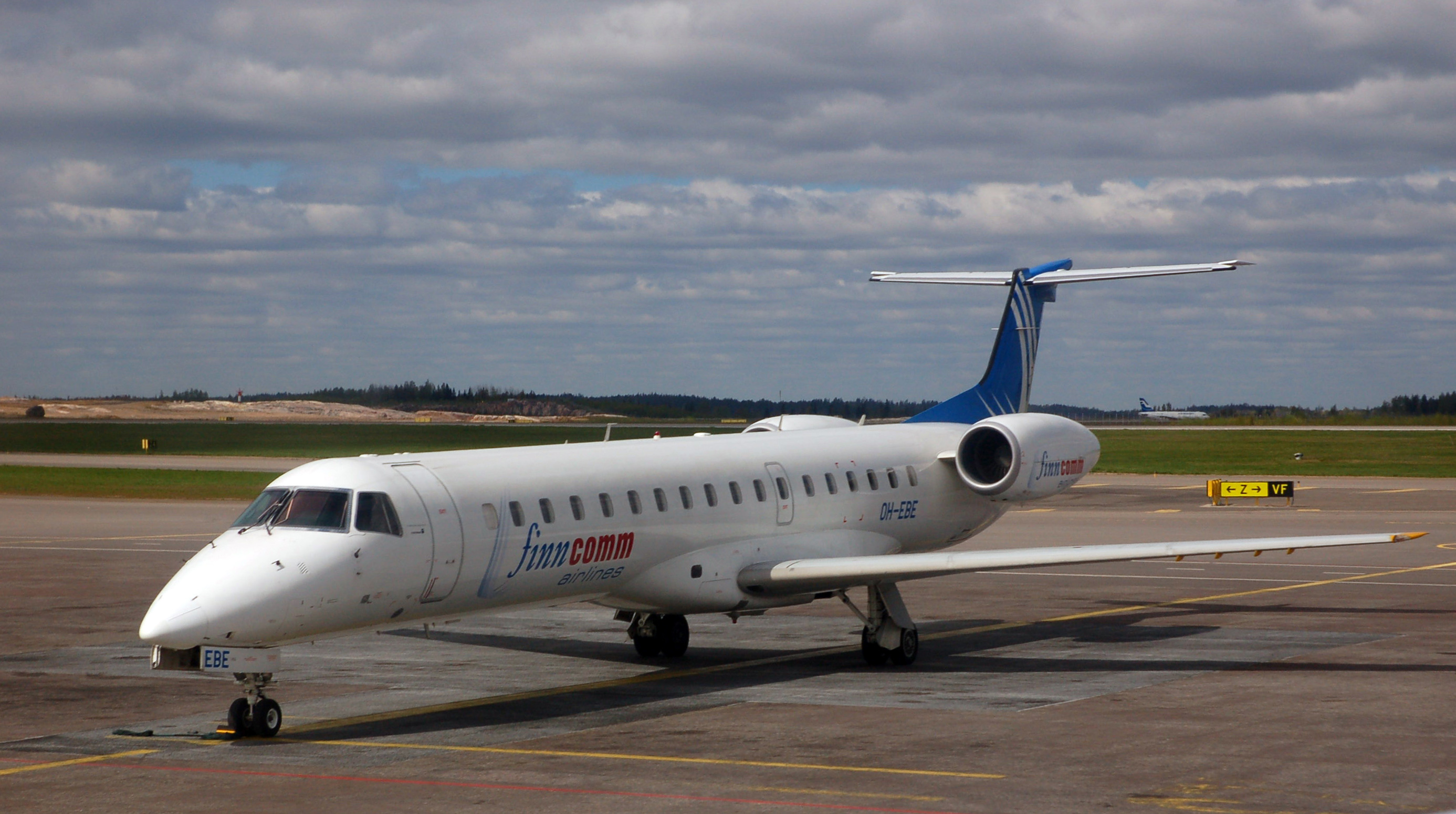
Finncomm Embraer ERJ 145

Finncomm Airlines var ett privatägt finländskt flygbolag som grundades år 1993. Företaget hade över 200 anställda och hade sitt huvudsäte i Seinäjoki och operationellt baserad i Helsingfors. Flygbolaget var partnerföretag med det nationella flygbolaget Finnair. De inhemska rutterna var planerade så att byten till Finnairs flyg skall gå så smidigt som möjligt. Samarbetet pågick sedan 1998. Bolaget flög med Embraer 170, ATR 42-500 samt ATR 72-500 under ett codeshareavtal med Finnair. I Sverige flög flygbolaget till Norrköping flygplats, Skellefteå Airport och Umeå Airport. Finncomm Airlines flög alla sina rutter fram till oktober 2011. Efter detta omvandlades Finncomm Airlines till Flybe Nordic. Numera heter flygbolaget Nordic Regional Airlines (marknadsförs under namnet Norra och ofta visualiseras som N°RRA). 

## Koder
IATA kod: FC
ICAO kod: FCM
Anropssignal: Finncomm

## Destinationer

### Inrikes Finland
- Enontekis
- Helsingfors
- Joensuu
- Jyväskylä
- Kemi/Torneå
- Karleby/Jakobstad/Kronoby
- Kittilä
- Kuopio
- Kuusamo
- Björneborg
- Nyslott
- Seinäjoki
- Tammerfors
- Åbo
- Vasa
- Varkaus

### Estland
- Tallinn

### Litauen
- Vilnius

### Rumänien
- Bukarest

### Sverige
- Norrköping
- Skellefteå
- Umeå

## Flygflotta
| Flygplan    | Antal | Övrigt                                                      |
| ----------- | ----- | ----------------------------------------------------------- |
| Embraer 170 | 2 st  |                                                             |
| ATR 42-500  | 4 st  |                                                             |
| ATR 72-500  | 8 st  | Ytterligare 4 st ATR 72-500 kommer att levereras innan 2011 |